# Contea di Dodge (Georgia)
La contea di Dodge (in inglese Dodge County) è una contea dello Stato della Georgia, negli Stati Uniti. La popolazione al censimento del 2000 era di 19 171 abitanti. Il capoluogo di contea è Eastman.